# منى الشمري
منى الشمري(ولدت 1966م -) روائية، قاصة وسيناريست دراما وسينما كويتية

## حياتها ومشوارها المهني
- درست في جامعة الكويت، عملت في عدة صحف كويتية، وشغلت منصب نائب مدير تحرير جريدة المستقبل.
- شاركت في عدة مؤتمرات وملتقيات أدبية وثقافية في الخليج أهمها ملتقيات الرواية في كتارا في الدوحة، وفعاليات مركز عبد العزيز الثقافي في الظهران - اثراء - في المملكة العربية السعودية.
- أصدرت أولى رواياتها بعنوان «يسقط المطر تموت الأميرة» عام 2012، وعدد القصص 13 قصة، وقد صدرت المجموعة عن الدار العربية للعلوم في بيروت.
- في عام 2017 جرى تحويل روايتها إلى مسلسل تلفزيوني بعنوان كحل أسود قلب أبيض ونال جوائزة عديدة.
- عام 2018 أصدرت مجموعتها القصصية «رأسان تحت مظلة واحدة» الصادرة عن دار نوفابلس 14 قصة قصيرة تدور كلها في فلك المرأة وقضاياها، لذا يمكن القول إنها (مجموعة المرأة القصصية) فقد تناولت الكاتبة المرأة بطموحاتها وأحلامها ومعاناتها وبعض تفاصيل حياتها اليومية المباشرة.[4]
- عام 2019 قامت بكتابة مسلسلين وعرضا في رمضان وهما أمنيات بعيدة ولا موسيقى في الأحمدي[5]

## أعمالها

### الأعمال التلفزيونية[6]
| العام | اسم العمل            | المخرج           |
| ----- | -------------------- | ---------------- |
| 2022  | سيدة العتمة          | عيسى ذياب        |
| 2019  | أمنيات بعيدة         | محمد القفاص      |
| 2019  | لا موسيقى في الأحمدي | محمد دحام الشمري |
| 2018  | عوض أبا عن جد        | أوس الشرقي       |
| 2017  | كحل أسود قلب أبيض    | محمد دحام الشمري |
| 1992  | الماضي وخريف العمر   | محمد السيد عيسى  |

### الإصدرات الروائية
| العام | الرواية                 | الناشر                     |
| ----- | ----------------------- | -------------------------- |
| 1993  | مواء جنازة              |                            |
| 2012  | يسقط المطر تموت الأميرة | الدار العربية للعلوم بيروت |
| 2017  | كحل أسود قلب أبيض       | ذات السلاسل                |
| 2017  | لا موسيقى في الأحمدي    | نوفابلس                    |
| 2018  | رأسان تحت مظلة واحدة    | نوفابلس                    |
| 2020  | خادمات المقام           | دار الساقي للطباعة والنشر. |

## الجوائز
- الكويت: جائزة القصة القصيرة عن المجموعة القصصية «رأسان تحت مظلة واحدة» من المجلس الوطني للثقافة والفنون والآداب بالكويت 2017[8]
- جائزة أفضل كتاب عربي في مجال الرواية من معرض الشارقة الدولي للكتاب 2022 عن روايتها (خادمات المقام).[9]